# IC 1811
IC 1811 ist eine Balken-Spiralgalaxie vom Hubble-Typ SBab im Sternbild Fornax am Südsternhimmel. Sie ist schätzungsweise 214 Millionen Lichtjahre von der Milchstraße entfernt und hat einen Durchmesser von etwa 80.000 Lj.

Im selben Himmelsareal befindet sich u. a. die Galaxie IC 1813.
Das Objekt wurde am 22. Dezember 1897 von Lewis Swift  entdeckt.